# پارک ملی دیوسایی
پارک ملی دیوسایی (انگلیسی: Deosai National Park) یک دشت و پارک ملی مرتفع و دارای اقلیم آلپی در شمال پاکستان است. این پارک ملی در ناحیه سکردو در گلگت-بلتستان قرار دارد و میانگین ارتفاع آن ۴٬۱۱۴ متر بالاتر از سطح دریا است.
پارک ملی دیوسای یک فلات کوهستانی زیبا و با ارزش زیست‌محیطی استثنایی است که در توده غربی هیمالیا، شرق قله نانگا پاربات و در مجاورت رشته کوه قره‌قوم مرکزی واقع شده‌است. این فلات با ارتفاع ۳۵۰۰ تا ۵۲۰۰ متر مساحتی بالغ بر ۳۵۸۴۰۰ هکتار دارد. محیط این فلات سرمای شدید، فشار اتمسفر زیاد، سطوح کم اکسیژن و دی‌اکسید کربن، خشکی و تابش شدید و سریع فرابنفش دارد. این پارک بخشی از کانون بین‌المللی حفاظت از تنوع زیستی هیمالیا است و شامل انواع غنی از گونه‌ها از جمله جمعیت خرس قهوه‌ای هیمالیایی، گرگ تبتی، بزکوهی، روباه قرمز تبتی و مارموت‌های طلایی است. آب‌های فلات دیوسای محل زندگی ماهی قزل آلای برفی محلی است که اندازه آن بزرگ است. این پارک در منطقه پرندگان بومی هیمالیا غربی واقع شده‌است و به عنوان محل استراحت و محل پرورش پرندگان مسکونی و مهاجر با اهمیت بین‌المللی فراوان است.